# マイク眞木
マイク眞木（マイク まき、1944年4月27日 - ）は、日本の俳優、フォーク歌手。本名は眞木 壮一郎（まき そういちろう）。真木と表記される場合もあるが、正確には眞木である。日本大学藝術学部放送学科卒業。東京都港区赤坂出身。身長170cm。

## 来歴・活動
少年期から音楽に熱中しており、中学生の頃には地元のクラブに演奏に来ていたザ・ドリフターズのファンであったことを後年、『ドリフ大爆笑』（144回、1992年）の「雷様コント」にゲスト出演した際に語っている。
また、舞台美術家の父の影響もあり、幼い頃から模型作りが好きで、部屋中には模型やプラモデルだらけだった。高校3年生の頃には自宅近所のTBSの美術部で特撮のアルバイトをしていたこともある。

### 音楽活動
1963年（昭和38年）、モダン・フォーク・カルテットを結成。
1965年（昭和40年）、日本劇場で開かれた「フォーク・フェスティバル」にアマチュアとして参加。これが新興楽譜出版社（当時）の草野昌一の目に留まり、ソロ歌手としてレコードデビューすることになった。当初、眞木本人の自作曲でデビューさせる予定だったが、大衆性の面で物足りないということで浜口庫之助の未発表作品「バラが咲いた」でデビューすることが決まった。
1966年（昭和41年）、ソロデビュー曲「バラが咲いた」が30万枚以上を売り上げる大ヒット。同曲は、レコード原盤をレコード会社（ビクター）が音楽出版社（新興楽譜出版・現シンコー・ミュージック）に依頼して制作した日本初の楽曲である。
1967年（昭和42年）、ザ・ブロードサイド・フォーのメンバーらと共にGSバンドのザ・マイクスを結成。シングル2枚をリリース。
1971年（昭和46年）10月から1972年（昭和47年）3月まで、当時の妻・前田美波里と共にNHK総合テレビジョンの音楽番組『ステージ101』の司会を担当した。番組オリジナルソングとして作詞・作曲して披露した「のんびり」が、1971年のモービル石油のCMソングに採用されて「気楽に行こう」としてヒットした。
ボーイスカウトの歌集には彼の作詞・作曲による「キャンプだホイ」が収録されている。
2013年（平成25年）、小学校1年生から6年生までの同級生で作詞家の髙田戸雷から大量の歌詞が送られてきたことがきっかけで、かつての同級生に向けたアルバム「OLD SCHOOL」を発売。自身も作詞と全作曲を担当した。

### その他の活動
車好きとして知られている。かつて「モーター新党」から比例区候補として第16回参議院議員通常選挙に立候補したことがある。本籍地が茨城県水戸市である縁で、水戸大使も務めている。

## 家族
父は日本の舞台美術家・衣裳デザイナーの真木小太郎。最初の妻は女優の前田美波里で、俳優の真木蔵人は前田との間に授かった実子。
2度目の結婚・離婚(前田美波里、一般女性)を経た最終的な家族構成は、元歌手の妻・和田加奈子（一度真木と離婚したが再々婚）、長男・真木蔵人、次男・真木勇人（プロサーファー）、三男・真木泰人（プロサーファー）、四男、長女。初孫のNOAH（蔵人の長男）を初めとする6人の孫がいる。NOAHは2010年にヒップホップの2人組ユニットEWUとしてデビューしている。離婚のインタビューでは「気がついたらいなかった」と語っている。
2002年（平成14年）にも子供が生まれているが、高齢であることから親子というよりはむしろ祖父と孫に見られることも多いと「ごきげんよう」などのトーク番組などで何度か語っている。また本人によると自身の長女は長男である蔵人の長女と同じ年齢で同じ幼稚園に通っていた」との事である。
先祖の真木景信は水戸藩に家禄三千石で仕え、その妻は藩主である徳川頼房の十女で徳川光圀の妹にあたる千姫であることがテレビ番組『私の何がイケないの?』での検証で明らかになった。
水戸藩初代藩主頼房時代の重臣、真木隼人景猶の墓塔の五輪塔は、水戸市千波町に現存し、水戸市指定の文化財である。

## エピソード
『救急戦隊ゴーゴーファイブ』では、兄弟戦隊の父である巽モンド博士を演じ、共演者らは番組が終わってからも実の父親のように慕っていることを述べている。第1話・第2話の撮影時点では共演者らと会話をせず怖がられていたが、アフレコ後に10年間会っていないという設定であったから喋らなかったことを明かしたという。
同作品第41話では、実子の蔵人と共演しており、共演者の西岡竜一朗は、真木親子は互いに尊重しあっており、熱くて真剣な同じ血が流れているのを感じたと評している。

## 出演作

### 映画
- 凄い奴ら（1971年3月6日、東京映画） - 小太郎
- ソウル・ミュージック ラバーズ・オンリー（1988年12月3日、プロモーティヴEye21） - 都倉康一
- 右曲がりのダンディー（1989年8月12日、東映） - トム・小泉
- あぶない刑事フォーエヴァー THE MOVIE（1998年9月12日、東映） - 津山徹
- ハート・オブ・ザ・シー（2003年8月17日、第一通信社） - 田中順次
- 新しい風 若き日の依田勉三（2004年12月25日、松竹） - モランケ
- ふるり（2004年製作、2009年12月台湾劇場公開、スターエンターテイメント） - 河原のおじさん ※お蔵出し映画祭2011にて日本初上映
- HE-LOW THE SECOND（2019年） - A風文字猛 / スライダー仮面1号

### 吹き替え
- サーフズ・アップ（2007年12月15日、ソニー・ピクチャーズ エンタテインメント） - ギーク / ビッグZ

### オリジナルビデオ
- スーパー戦隊シリーズ（東映ビデオ） - 巽モンド博士
  - 救急戦隊ゴーゴーファイブ 激突!新たなる超戦士（1999年7月9日）
  - 救急戦隊ゴーゴーファイブVSギンガマン（2000年3月10日）
  - 未来戦隊タイムレンジャーVSゴーゴーファイブ（2001年3月9日）

### OVA
- 風を抜け!（1988年12月16日、ビクター音楽産業株式会社） - 一文字真

### テレビドラマ
- ケンチとすみれ（1967年 - 1968年、NHK総合）
- 必殺仕掛人 第7話「ひとでなし消します」（1972年10月14日、ABCテレビ・TBS） - 魚の目の忠太郎
- 男と女のミステリー 心はロンリー気持ちは「…」VIII（1989年3月3日、フジテレビ）
- 華麗なる追跡 THE CHASER（1989年10月7日、日本テレビ） - ヘンリー平沢
- ビーチボーイズ（1997年7月7日 - 9月22日、フジテレビ） - 和泉勝
  - ビーチボーイズ スペシャル（1998年1月3日） - 和泉勝 / 牢屋のオヤジ（一人二役）
- P.A. P.A.1「制服を脱いだ17才」（1998年10月17日、日本テレビ） - 千堂一馬
- スーパー戦隊シリーズ（テレビ朝日）
  - 救急戦隊ゴーゴーファイブ（1999年2月21日 - 2000年2月6日） - 巽モンド博士
  - 轟轟戦隊ボウケンジャー - 水の都の長老・マギ
    - Task15「水の都」（2006年5月28日）
    - Task16「水のクリスタル」（2006年6月4日）
- 火曜サスペンス劇場 盲人探偵・松永礼太郎12「今 一度の」（2000年4月25日、日本テレビ） - 野々村一人
- スタイル! 最終話「デパートから愛をこめて」（2000年12月14日、テレビ朝日） - 社長
- 傷だらけのラブソング 第8話「お前の曲を待っている!」（2001年11月27日、関西テレビ・フジテレビ系） - 川上
- 火曜サスペンス劇場 考古学者 佐久間玲子3「金印とヒスイの涙」（2003年11月4日、日本テレビ） - 工藤勝
- ブスの瞳に恋してる 第6話「誕生日には涙を…」（2006年5月16日、関西テレビ・フジテレビ系） - レストランのマスター
- 自転車少年記（2006年11月23日、テレビ愛知・テレビ東京系） - 壮年の走り屋
- セクシーボイスアンドロボ Voice 9「プッチーニ 後編」（2007年5月29日、日本テレビ） - 小野一朗
- 月曜名作劇場 今野敏サスペンス「確証～警視庁捜査三課」（2017年11月6日、TBS） - 迫田鉄男
- デイジー・ラック（NHK総合） - 鶴じい
  - 第6回「好きでいても、大丈夫?」（2018年5月25日）
  - 第7回「それぞれの恋の曲がり角」（2018年6月1日）
  - 最終回「恋、仕事、四人の結論」（2018年6月22日）
- やすらぎの刻〜道 第229話（2020年3月2日、テレビ朝日） - ヘンリー

### テレビアニメ
- とーがね!クロニクル（2024年、チバテレビ）[9]

### 音楽番組
- ステージ101（1971年10月6日 - 1972年3月29日、NHK総合） - レギュラー司会者（当時の妻である前田美波里と二人で担当）

### バラエティ
- ワンツージャンプ!（1979年4月 - 1981年3月、東京放送） - 番組内の楽曲（子供向け）は自身による歌唱で、発売されたレコードも多い。
- なんじゃ・もんじゃ・ドン!（1980年、日本テレビ） - エンディング曲「バラが咲いた」のVTR内での歌唱シーン。
- Beポンキッキ・beポンキッキーズ（2008年4月 - 2012年、BSフジ） - 「GGマイク」の愛称でレギュラー出演
- クイズ!脳ベルSHOW（2018年2月19日、2月20日。決勝進出　2月23日　BSフジ）ゲスト回答者
- ぐるぐるナインティナイン（2018年5月31日、日本テレビ）「芸能人三世さん　お絵かきクイズ」
- 行列のできる法律相談所３時間スペシャル（2018年10月19日　日本テレビ）
- 浜口庫之助　素顔と真実　時を超えた名曲のすべて（2018年10月20日　BSフジ）
- 水前寺清子の人生は365歩のマーチ（2018年12月1日　ＢＳフジ）
- 開運！なんでも鑑定団（2018年12月4日　テレビ東京）
- 怪傑えみちゃんねる（2019年1月18日　関テレ）（2019年3月16日　東京ＭＸ）
- 10万円でできるかな（2019年9月18日　テレビ朝日）
- 西村キャンプ場 ザ・ゴールデン“最高に無駄なゴールデンタイム”ふたたび。（2022年1月28日　テレビ新広島）

### ラジオ
- 日曜ワイドラジオTOKYO 丸井はつらつスタジオ（TBSラジオ）
- 週刊FMサウンド·スペシャル（エフエム東京）

### CM
- 日本電信電話公社 特別でんでん債（1979年・息子の真木蔵人との共演）
- サッポロビール
  - 北海道生搾り（2001年）
  - ヱビス＜ザ・ホップ＞「グリーンベンチ 夏」編（2007年）[10]
- ダイハツ タント ウェルカムシート「くらしの真ん中で 夫と海」篇（2014年）

### NHK紅白歌合戦出場歴
- 1966年 第17回「バラが咲いた」

## 楽曲

### シングル
| 発売日               | 面                   | タイトル                       | 規格                 | 規格品番             |
| フィリップスレコード | フィリップスレコード | フィリップスレコード           | フィリップスレコード | フィリップスレコード |
| -------------------- | -------------------- | ------------------------------ | -------------------- | -------------------- |
| 1966年4月5日         | A                    | バラが咲いた                   | EP                   | SFL-1050             |
| 1966年4月5日         | B                    | 歌おうよ叫ぼうよ               | EP                   | SFL-1050             |
| 1966年               | A                    | 波と木彫りのクマ               | EP                   | SFL-1051             |
| 1966年               | B                    | ベトナムの空                   | EP                   | SFL-1051             |
| 1966年9月1日         | A                    | カラスと柿のタネ               | EP                   | FS-1002              |
| 1966年9月1日         | B                    | 下谷としぶや                   | EP                   | FS-1002              |
| 1966年9月15日        | A                    | 風に歌おう                     | EP                   | FS-1004              |
| 1966年9月15日        | B                    | うわさ                         | EP                   | FS-1004              |
| 1967年               | A                    | 俺の心の海                     | EP                   | FS-1011              |
| 1967年               | B                    | お早う僕の町                   | EP                   | FS-1011              |
| 1967年6月1日         | A                    | 歌いながら                     | EP                   | FS-1015              |
| 1967年6月1日         | B                    | えんぴつが一本                 | EP                   | FS-1015              |
| 1967年10月25日       | A                    | 野ばらの小径                   | EP                   | FS-1024              |
| 1967年10月25日       | B                    | ランブリン・マン               | EP                   | FS-1024              |
| 1967年12月10日       | A                    | 星空のマサチューセッツ         | EP                   | FS-1031              |
| 1967年12月10日       | B                    | 夢の牧場                       | EP                   | FS-1031              |
| 1970年               | A                    | 水色の空と赤いバラ             | EP                   | FS-1122              |
| 1970年               | B                    | 男がよくわかる                 | EP                   | FS-1122              |
| 1970年11月           | A                    | 空には名前がない               | EP                   | FS-1175              |
| 1970年11月           | B                    | 赤い花                         | EP                   | FS-1175              |
| 1971年4月25日        | A                    | たった一度の人生               | EP                   | FS-1195              |
| 1971年4月25日        | B                    | 気楽に行こう                   | EP                   | FS-1195              |
| 1971年               | A                    | 町をはなれて                   | EP                   | FS-1227              |
| 1971年               | B                    | 僕たちの国は地球               | EP                   | FS-1227              |
| 1971年               | A                    | 妖精の詩                       | EP                   | FS-1236              |
| 1971年               | B                    | フォーリン・ダウン             | EP                   | FS-1236              |
| 1972年               | A                    | うしろすがた                   | EP                   | FS-1713              |
| 1972年               | B                    | ヤッコ凧                       | EP                   | FS-1713              |
| 1975年11月20日       | A                    | 放浪記                         | EP                   | LTP-20192            |
| 1975年11月20日       | B                    | 昔なじみ                       | EP                   | LTP-20192            |
|                      | A                    | バラが咲いた                   | EP                   | FX-1006              |
| B                    | 白い色は恋人の色     |                                | EP                   | FX-1006              |
| CBS・ソニー          |                      |                                |                      |                      |
| 1979年               | A                    | 飛行船がやってきた             | EP                   | 05SG12               |
| 1979年               | B                    | おべんとうばこのうた           | EP                   | 05SG12               |
| ビクターレコード     |                      |                                |                      |                      |
| 1980年               | A                    | へんてこスキーヤー             | EP                   | KV-2017              |
| 1980年               | B                    | へんてこスキーヤー（カラオケ） | EP                   | KV-2017              |
| 日本コロムビア       |                      |                                |                      |                      |
|                      | A                    | 南の島はパラダイス             | EP                   | SCS-597              |
| B                    | ぼくは強い子なのだ   |                                | EP                   | SCS-597              |
| PANAM                |                      |                                |                      |                      |
| 1999年               | A                    | 5人（みんな）                  | EP                   |                      |
| 1999年               | B                    |                                | EP                   |                      |
| PANAM                |                      |                                |                      |                      |
| 2006年9月6日         | 1                    | ありがとう〜こころのバラ〜     | 8cmCD                | CRCP-558             |
| 2006年9月6日         | 2                    | おべんとうばこのうた           | 8cmCD                | CRCP-558             |
| ポニーキャニオン     |                      |                                |                      |                      |
| 2008年9月17日        | 1                    | のんびり行こう                 | CD                   | PCCA-70228           |
| 2008年9月17日        | 2                    | Nonbiri Let It Roll            | CD                   | PCCA-70228           |
| 2008年9月17日        | 3                    | のんびり行こう（カラオケ）     | CD                   | PCCA-70228           |
|                      | 1                    | ほんとの話                     | CD                   |                      |

### アルバム
| 発売日               | アルバム                                   | 規格                 | 規格品番             |
| フィリップスレコード | フィリップスレコード                       | フィリップスレコード | フィリップスレコード |
| -------------------- | ------------------------------------------ | -------------------- | -------------------- |
| 1966年               | マイク真木フォークアルバム                 | LP                   | SFL-7290             |
| 1998年9月23日        | マイク真木フォークアルバム                 | CD                   | TECN-18409           |
|                      | 風に歌おう マイク真木フォークアルバム No.2 | LP                   | FX-7001              |
| 1967年               | 赤い貝がら                                 | LP                   | SFL-3139             |
| 1970年               | マイクと美波里のアメリカ紀行               | LP                   | FS-8097              |
| 1971年               | エトセトラ                                 | LP                   | FX-8028              |
| 東芝EMI              |                                            |                      |                      |
| 1974年               | BORO BORO GAKU GAKU（ボロボロ楽学）        | LP                   | LTP-9111             |
| ビクター             |                                            |                      |                      |
| 1978年4月            | 星がほしい                                 | LP                   | SJX-20053            |
| ポリドールレコード   |                                            |                      |                      |
| 1978年               | MR 3103                                    | LP                   | MR 3103              |
| ファンハウス         |                                            |                      |                      |
| 1997年               | KO MO MAI PARTY                            | CD                   |                      |
| FFA                  |                                            |                      |                      |
| 2000年               | 今でも STILL                               | CD                   |                      |
| Tuff Beats           |                                            |                      |                      |
| 2008年7月9日         | ハワイ唄                                   | CD                   | UBCA-1014            |
| キャピタルヴィレッジ |                                            |                      |                      |
| 2013年1月30日        | OLD SCHOOL                                 | CD                   | CVOV-10015           |

### 提供曲
- さよならさよなら - 作詞
  - 中村八大の作曲で坂本九に提供した。

## 著作
- 『マイク・美波里のアメリカふたりぼっち』 （大和書房, 1971） ※前田との共著
- 『ジーンズとポケバイ -- マイク真木の子育て奮闘記』 （有楽出版社, 1983年1月）
- 『親父塾 -- 私のアウトドア子育て奮戦記』 （日之出出版, 1988年12月）
- 『いつもそこには空がある -- オート・キャンプハンドブック 全国126か所オート・キャンプ場ガイド』 （日本オート・キャンプ協会, 1989年4月）
- 『キャンプ・ダ・ホイ -- マイク流。たのしいキャンプガイド』 （センチュリー, 1996年6月）
- 『粋な不良になれ! -- いつも心に楊枝をくわえて…』 （ルーツ出版局, 1997年12月）※真木蔵人との共著